# Toray Pan Pacific Open 2019
Toray Pan Pacific Open 2019 byl tenisový turnaj pořádaný jako součást ženského okruhu WTA Tour, který se hrál na krytých dvorcích s tvrdým povrchem v Tenisovém centru Ucubo. Událost probíhala mezi 16. až 22. zářím 2019 v japonské Ósace jako třicátý šestý ročník turnaje.
Turnaj s rozpočtem 823 000 dolarů se v rámci okruhu řadil do kategorie WTA Premier. Nejvýše nasazenou hráčkou ve dvouhře se stala japonská světová čtyřka Naomi Ósakaová. Jako poslední přímá účastnice do dvouhry nastoupila 52. hráčka žebříčku Italka Camila Giorgiová.
Čtvrtý singlový titul na okruhu WTA Tour vybojovala ósacká rodačka Naomi Ósakaová, jež si zahrála třetí finále z uplynulých čtyř ročníků Pan Pacific Open. Deblovou soutěž ovládl sesterský pár Čan Chao-čching a Latisha Chan z Tchaj-wanu, jehož členky získaly čtrnáctou společnou trofej.

## Distribuce bodů a finančních odměn

### Distribuce bodů
| Soutěž  | vítězky | finalistky | semifinalistky | čtvrtfinalistky | 16 v kole | 32 v kole | Q  | Q2 | Q1 |
| ------- | ------- | ---------- | -------------- | --------------- | --------- | --------- | -- | -- | -- |
| dvouhra | 470     | 305        | 185            | 100             | 55        | 1         | 25 | 13 | 1  |
| čtyřhra | 470     | 305        | 185            | 100             | 1         | —         | —  | —  | —  |

### Finanční odměny
| Soutěž                               | vítězky   | finalistky | semifinalistky | čtvrtfinalistky | 16 v kole | 32 v kole | Q2      | Q1      |
| ------------------------------------ | --------- | ---------- | -------------- | --------------- | --------- | --------- | ------- | ------- |
| dvouhra                              | 141 500 $ | 75 555 $   | 40 360 $       | 21 700 $        | 11 640 $  | 7 385 $   | 3 518 $ | 1 836 $ |
| čtyřhra                              | 44 200 $  | 23 615 $   | 12 905 $       | 6 565 $         | 3 570 $   | —         | —       | —       |
| částka ve čtyřhře je uvedena na pár. |           |            |                |                 |           |           |         |         |

## Ženská dvouhra

### Nasazení
| Stát                        | Hráčka                 | WTA | Nasazení |
| --------------------------- | ---------------------- | --- | -------- |
| Japonsko                    | Naomi Ósakaová         | 4.  | 1.       |
| Nizozemsko                  | Kiki Bertensová        | 8.  | 2.       |
| USA                         | Sloane Stephensová     | 14. | 3.       |
| Německo                     | Angelique Kerberová    | 15. | 4.       |
| USA                         | Madison Keysová        | 16. | 5.       |
| Lotyšsko                    | Anastasija Sevastovová | 18. | 6.       |
| Chorvatsko                  | Donna Vekićová         | 21. | 7.       |
| Chorvatsko                  | Petra Martićová        | 23. | 8.       |
| Belgie                      | Elise Mertensová       | 24. | 9.       |
| Žebříček WTA k 9. září 2019 |                        |     |          |

### Jiné formy účasti
Následující hráčky obdržely divokou kartu do hlavní soutěže:
- Misaki Doiová
- Nao Hibinová

Následující hráčky si zajistily postup do hlavní soutěže v kvalifikaci:
- Alizé Cornetová
- Zarina Dijasová
- Varvara Flinková
- Nicole Gibbsová
- Chan Sin-jün
- Viktorija Tomovová

Následující hráčky postoupily z kvalifikace jako tzv. šťastné poražené:
- Whitney Osuigweová
- Katarzyna Kawaová

### Odhlášení
před zahájením turnaje
- Bianca Andreescuová → nahradila ji  Mónica Puigová
- Belinda Bencicová → nahradila ji  Alison Riskeová
- Anett Kontaveitová → nahradila ji  Anastasija Pavljučenkovová
- Petra Martićová → nahradila ji  Katarzyna Kawaová
- Anastasija Sevastovová → nahradila ji  Whitney Osuigweová
- Markéta Vondroušová → nahradila ji  Julia Putincevová

### Skrečování
- Madison Keysová (poranění levé nohy)[1]

## Ženská čtyřhra

### Nasazení
| Stát                                                                    | Hráčka                 | Stát             | Hráčka                | WTA | Nasazení |
| ----------------------------------------------------------------------- | ---------------------- | ---------------- | --------------------- | --- | -------- |
| Německo                                                                 | Anna-Lena Grönefeldová | Nizozemsko       | Demi Schuursová       | 24. | 1.       |
| Čínská Tchaj-pej                                                        | Čan Chao-čching        | Čínská Tchaj-pej | Latisha Chan          | 32. | 2.       |
| USA                                                                     | Nicole Melicharová     | Česko            | Květa Peschkeová      | 38. | 3.       |
| Chorvatsko                                                              | Darija Juraková        | Slovinsko        | Katarina Srebotniková | 82. | 4.       |
| Žebříček WTA k 9. září 2019; číslo je součtem umístění obou členek páru |                        |                  |                       |     |          |

### Jiné formy účasti
Následující páry obdržely divokou kartu do hlavní soutěže:
- Momoko Koboriová /  Ajano Šimizuová

Následující pár nastoupil z pozice náhradníka:
- Francesca Di Lorenzová /  Katarzyna Kawaová

### Odhlášení
před zahájením turnaje
- Anastasija Sevastovová (gastroenteritida)[1]

## Přehled finále

### Ženská dvouhra
- Naomi Ósakaová vs.  Anastasija Pavljučenkovová, 6–2, 6–3

### Ženská čtyřhra
- Čan Chao-čching /  Latisha Chan vs.  Sie Šu-wej /  Sie Jü-ťie, 7–5, 7–5